# Гирс, Николай Николаевич
Никола́й Никола́евич Гирс (1853—1924) — русский дипломат, посол в Бельгии и Австро-Венгрии, гофмейстер (1904), тайный советник.

## Биография
Родился 4 марта 1853 года; сын министра иностранных дел Николая Карловича Гирса и княжны Ольги Георгиевны, урождённой Кантакузен (1830—1903). Младший брат Михаил — также дипломат.
В службу вступил 1 октября 1872 года; в 1876 году — камер-юнкер, в 1885 — камергер; 17 апреля 1894 года был произведён в действительные статские советники.
Служил советником русского посольства в Париже (1892—1897), посланником в Бельгии (1897—1910) и Австро-Венгрии (1910—1913).
После революции эмигрировал во Францию.
Умер 20 сентября 1924 года в Ницце. Похоронен на русском кладбище Кокад.

## Семья
- Сестра — Наталья Николаевна (29.05.1850—21.06.1885), фрейлина[1]
- Сестра — Ольга Николаевна (3.12.1854—1924), фрейлина, замужем за Георгием Константиновичем Розетти-Солеску (1853—1916), румынским посланником в России[1]
- Брат — Михаил Николаевич (22.07.1856—27.11.1932)[1], русский дипломат, посол в Константинополе и Риме, тайный советник, гофмейстер.
- Брат — Александр Николаевич (1861—1920) — камергер, Енисейский губернатор 1906—1909 гг.[1]
- Брат — Константин Николаевич (29.03.1864—1934/40)[1]
- Сестра — Мария Николаевна (21.04.1867—15.05.1867)[1]
- Сестра — Вера Николаевна (1872—1935), фрейлина[1]

## Награды
- Орден Святого Владимира 3-й степени (1891);
- Орден Святого Станислава 1-й степени (1897);
- Орден Святой Анны 1-й степени (1901);
- Орден Святого Владимира 2-й степени (1908);
- Орден Белого орла (1913).
- медаль «В память царствования императора Александра III»
- медаль «В память 300-летия царствования дома Романовых»

Иностранные:
- шведский орден Вазы 3-й степени (1873)
- шведский орден Святого Олафа, кавалерский крест (1876)
- мекленбург-шверинский орден Вендской короны, кавалерский крест (1879)
- испанский орден Изабеллы Католички, командорский крест со звездой (1879)
- персидский орден Льва и Солнца 2-й степени со звездой (1879)
- прусский орден Красного орла 3-й степени (1883)
- нидерландский орден Дубовой короны, командорский крест (1883), большой крест (1910)
- австрийский орден Железной короны 2-й степени (1885)
- черногорский орден Князя Даниила I 2-й степени (1889)
- болгарский орден «Святой Александр» 2-й степени (1896)
- французский орден Почётного легиона, большой офицерский крест (1896)
- датский орден Данеброга большой крест (1902)
- итальянский орден Святых Маврикия и Лазаря, большой офицерский крест (1902)
- баварский Орден Заслуг Святого Михаила, большой крест (1903)
- бельгийский орден Леопольда I 1-й степени (1910)
- венгерский орден Святого Стефана 1-й степени (1913)